# Sedam noći
Sedam noći je sedamnaesti studijski album pevačice Merime Njegomir i drugi koji je objavila Grand produkcija. Objavljen je 2002. godine na CD-u i kaseti.

## Pesme na albumu
| Br. | Naziv pesme                     | Muzika          | Tekst              | Aranžman        |
| --- | ------------------------------- | --------------- | ------------------ | --------------- |
| 1.  | Sedam noći                      | Zoran Starčević | Zoran Starčević    | Zoran Starčević |
| 2.  | Srce luduje                     | Zoran Starčević | Zoran Starčević    | Zoran Starčević |
| 3.  | Borim se i molim                | Zoran Starčević | Zoran Starčević    | Zoran Starčević |
| 4.  | Poslednja kap                   | Zoran Starčević | Zoran Starčević    | Zoran Starčević |
| 5.  | Šta ću, nano                    | Zoran Starčević | Zoran Starčević    | Zoran Starčević |
| 6.  | Dobra vila                      | Zoran Starčević | Zoran Starčević    | Zoran Starčević |
| 7.  | Da mi nisi drag                 | Zoran Starčević | Jovica Nedeljković | Zoran Starčević |
| 8.  | Više volim da me nema           | Zoran Starčević | Milica Bačević     | Zoran Starčević |
| 9.  | Hej, mladosti, na selo se vrati | Milenko Božić   | Novica Trifunović  | Zoran Starčević |

## Informacije o albumu
- Harmonike: Milenko Božić
- Violine: Dobrica Vasić
- Saksofon, klarinet: Ivica Mit
- Gitare, bas, klavijature: Zoran Starčević
- Snimano: Studio Ar-ton, Digital Studio S

## Spoljašnje veze
- informacije o albumu na discogs.com